# Radikal 60
Radikal 60 mit der Bedeutung „Schritt, gehen“ ist eines von 31 traditionellen Radikalen der chinesischen Schrift, die aus drei Strichen bestehen. 
Das Zeichen ist ähnlich dem Katakanazeichen テ „te“. 
Mit 41 Zeichenverbindungen in Mathews’ Chinese-English Dictionary nimmt es eine mittlere Häufigkeit ein. 

## Schriftzeichenverbindungen, die vom Radikal 60 regiert werden
| Striche | Zeichen                                   |
| ------- | ----------------------------------------- |
| +0      | 彳                                        |
| +03     | 彴 彵                                     |
| +04     | 彶 彷 彸 役 彺 彻                         |
| +05     | 彼 彽 彾 彿 往 征 徂 徃 径                |
| +06     | 待 徆 徇 很 徉 徊 律 後 徍                |
| +07     | 徎 徏 徐 徑 徒 従 徔 徕                   |
| +08     | 徖 得 徘 徙 徚 徛 徜 徝 從 徟 徠 御 徢 徣 |
| +09     | 徤 徥 徦 徧 徨 復 循 徫                   |
| +10     | 徬 徭 微 徯 徰                            |
| +11     | 徱 徲 徳 徴                               |
| +12     | 徵 徶 德 徸 徹 徺                         |
| +13     | 徻 徼                                     |
| +14     | 徽 徾                                     |
| +16     | 徿                                        |
| +17     | 忀 忁                                     |
| +18     | 忂                                        |

 Im Unicodeblock Kangxi-Radikale ist das Radikal 60 unter der Codepointnummer 12.091 (U+2F3B) codiert.